# Thomas Hofmann (Geologe)
Thomas Hofmann (* 4. März 1964 in Wien) ist ein österreichischer Geologe, Paläontologe, Wissenschaftsjournalist und -autor sowie Autor zahlreicher Publikationen zur Kulturgeschichte Wiens und Niederösterreichs.

## Leben
Hofmann besuchte die Volksschule der Schulbrüder und das Schottengymnasium in Wien. Nach dem Wehrdienst beim Bundesheer studierte er Paläontologie an der Universität Wien. 1990 schloss er das Studium ab und trat 1991 in den Dienst der Geologischen Bundesanstalt. 2004–2005 absolvierte er an der Donau-Universität Krems den Lehrgang Bibliotheks- und Informationsmanagement. Seit 2008 leitet er als Nachfolger von Tillfried Cernajsek die Fachabteilung Bibliothek, Verlag und Archiv der Geologischen Bundesanstalt.
Als Journalist schreibt Hofmann im Standard einen Wissenschaftsblog.

## Veröffentlichungen (Auswahl)
- Die Geologische Bundesanstalt in Wien. 150 Jahre im Dienste Österreichs (1849–1999). Böhlau Verlag, Wien 1999 (Hrsg. gemeinsam mit Christina Bachl-Hofmann, Tillfried Cernajsek und Albert Schedl).
- Sagenhaftes Niederösterreich. Eine Spurensuche zwischen Mythos und Wahrheit. Pichler-Verlag, Wien 2000.
- Geo-Atlas Österreich. Die Vielfalt des geologischen Untergrundes. Böhlau-Verlag, Wien/Köln/Weimar 2007 (Hrsg. gemeinsam mit Hans Peter Schönlaub).
- The Face of the Earth: The Legacy of Eduard Suess. Edition Lammerhuber, Baden 2014 (gemeinsam mit Günter Blöschl, Lois Lammerhuber, Werner Piller und Celâl Şengör).
- Wo die Wiener Mammuts grasten. Naturwissenschaftliche Entdeckungsreisen durch das heutige Wien. Metroverlag, Wien 2016 (gemeinsam mit Mathias Harzhauser).
- Die Stadt von gestern. Entdeckungsreise durch das verschwundene Wien. Styria Verlag, Wien 2018 (gemeinsam mit Beppo Beyerl).
- Meeresstrand und Mammutwiese. Geologie und Paläontologie des Weinviertels. Edition Winkler-Hermaden, Schleinbach 2019 (gemeinsam mit Mathias Harzhauser und Reinhard Roetzel).
- Wien entdecken mit der Bim. Styria Verlag, Wien 2019 (gemeinsam mit Beppo Beyerl).
- Abenteuer Wissenschaft. Forschungsreisende zwischen Alpen, Orient und Polarmeer. Böhlau Verlag, Wien/Köln/Weimar 2020.
- Die Dörfer von Wien. Geschichten einst und jetzt. Braumüller Verlag, 2. Auflage, Wien 2022 (gemeinsam mit Beppo Beyerl).
- Die Geologen Otto Ampferer und Christof Exner während des Zweiten Weltkriegs. In: Berichte der GeoSphere Austria. Bd. 153. ISSN 2960-4893. Verlag der GeoSphere Austria. Wien 2024 (gemeinsam mit Gunnar Mertz und Hermann Häusler).

## Auszeichnungen
- 2005: Josef Schöffel – Förderungspreis des Landes Niederösterreich
- 2014: Union Service Award der European Geosciences Union
- 2021: Wissenschaftsbuch des Jahres (Kategorie „Naturwissenschaft/Technik“) für Abenteuer Wissenschaft. Forschungsreisende zwischen Alpen, Orient und Polarmeer[2]
- 2022: Niederösterreichischer Kulturpreis – Erwachsenenbildung (Würdigungspreis)[3]